# Mark Strand
Mark Strand (Summerside, Isla del Príncipe Eduardo; 11 de abril de 1934 - Nueva York, 29 de noviembre de 2014) fue un poeta, ensayista y traductor estadounidense nacido en Canadá, poeta laureado por la Biblioteca del Congreso en 1990.

## Biografía
Nació en 1934 en el pueblo canadiense de Summerside, Isla del Príncipe Eduardo. Creció en una familia judía secularizada y pasó sus primeros años en Norteamérica y su adolescencia en América del Sur y Central. En 1957 obtuvo un grado de Bachiller en Artes en el Antioch College, Ohio. Luego estudió pintura con Josef Albers en la Universidad de Yale, donde obtuvo un BFA en 1959. Con una Beca Fulbright estudió la poesía decimonónica italiana entre 1960 y 1961. Asistió al Taller de Escritores de la Universidad de Iowa al año siguiente y obtuvo una Maestría en Artes en 1962. En 1965 pasó un año en Brasil como profesor Fulbright. Su carrera académica lo ha llevado a numerosas universidades para enseñar: Universidad de Iowa (1962-1965) Universidad de Río de Janeiro (1965-1966); Mount Holyoke College (1967); Universidad de Columbia en Nueva York (1969-1972); Brooklyn College de la Universidad de la Ciudad de Nueva York (1970-1972); Princeton University (1973); Universidad de Brandeis (1974-1975); Universidad de Utah en Salt Lake City (1981-1993); Johns Hopkins University (1994-1998); Universidad de Chicago (1998-2005); Universidad de Columbia, Nueva York (2005-). Ha sido profesor visitante en Washington. Yale, Virginia, California, Wesleyana, Harvard y Johns Hopkins.
En 1981 fue elegido miembro de la Academia Americana de las Artes y las Letras. Ha recibido numerosos premios, incluyendo una beca MacArthur en 1987 y el Premio Pulitzer de Poesía en 1999.

## Estilo Poético
La poesía de Strand es elegíaca y nostálgica. Evoca las bahías, campos, barcos, árboles de su infancia en la Isla del Príncipe Eduardo. Su Surrealismo ha sido comparado con el de Robert Bly, pero él lo atribuye a la admiración pictórica por las obras de Max Ernst, Giorgio de Chirico y René Magritte. Utiliza un lenguaje claro y concreto, generalmente sin rima o metro, con una fuerte unidad de tono y toques antilíricos. Se siente muy cerca de otros poetas de su generación como Charles Simic, de origen yugoslavo y nacido en 1938, y Charles Wright. Ha traducido poesía en español, portugués, italiano y quechua (Rafael Alberti, Carlos Drummond de Andrade, Dante Alighieri).

## Reconocimiento en España
En España se empezó a conocer con la versión bilingüe de La historia de nuestras vidas (1973) que aparecía en la antología Nuevas voces de Norteamérica (1983) de Claribel Alegría, acaudillando lo que allí se denominaba "Escuela del cuarto cerrado", y algunos de sus poemas han sido traducidos también por Octavio Paz. En una entrevista de 1971 Strand dijo: "Me siento parte de un nuevo estilo internacional que tiene mucho que ver con la claridad en la dicción, una confianza cierta en las técnicas surrealistas y un fuerte elemento narrativo".

## Premios
- 1960 y 1961: Beca Fulbright
- 1979: Beca de la Academia de Poetas Americanos
- 1987: Beca MacArthur
- 1990 y 1991: Poeta laureado en la Biblioteca del Congreso.
- 1992: Premio Nacional Bobbitt de Poesía
- 1993: Premio Bollingen.
- 1999: Premio Pulitzer, por Blizzard of One, traducido al español como Tormenta de uno (Barcelona: Visor, 2010)
- 2004: Premio Wallace Stevens
- 2009: Medalla de oro en Poesía, de la American Academy of Arts and Letters

## Obras
Poesía
- 1964: Sleeping with One Eye Open, Stone Wall Press
- 1968: Reasons for Moving: Poems, Atheneum
- 1970: Darker: Poems, incluyendo "The New Poetry Handbook", Atheneum
- 1973: The Story of Our Lives, Atheneum
- 1973: The Sargentville Notebook, Burning Deck
- 1978: Elegy for My Father, Windhover
- 1978: The Late Hour, Atheneum
- 1980: Selected Poems, incluyendo "Keeping Things Whole", Atheneum
- 1990: The Continuous Life, Knopf
- 1990: New Poems
- 1991: The Monument, Ecco Press (ver también The Monument, 1978, prosa)
- 1993: Dark Harbor: A Poem, largo poema dividido en 55 secciones, Knopf
- 1998: Blizzard of One: Poems, Knopf, ganador del Premio Pulitzer de 1999, traducido al español como Tormenta de uno (Barcelona: Visor, 2010).
- 1999: Chicken, Shadow, Moon & More, con ilustraciones del autor.
- 1999: "89 Clouds" poema único, monotipos por Wendy Mark e Introducción por Thomas Hoving, ACA Galleries (New York)
- 2006: Man and Camel, Knopf[4]
- 2007: New Selected Poems[5]
- 2012: Almost Invisible, traducido al español como Casi invisible (Barcelona: Visor, 2012)
- 2013: 26 Poemas Tempranos, edición bilingüe traducida por Antonio Albors Fonda (Madrid: Ediciones el Taller del Libro, 2013)

Prosa
- 1978: The Monument, Ecco (véase también The Monument, 1991, poesía)
- 1982: Contributor: Claims for Poetry, editado por Donald Hall, University of Michigan Press
- 1982: The Planet of Lost Things, para niños
- 1983: The Art of the Real, crítica de arte, C. N. Potter
- 1985: The Night Book, para niños
- 1985: Mr. and Mrs. Baby and Other Stories, Knopf (trad. Sr. y Sra, Baby y otros cuentos, Península, 1988)
- 1986: Rembrandt Takes a Walk, para niños
- 1987: William Bailey, crítica de arte, Abrams
- 1993: Contribución: Within This Garden: Photographs by Ruth Thorne-Thomsen, Columbia College Chicago/Aperture Foundation
- 1994: Hopper, crítica de arte, Ecco Press (trad. Hooper, Lumen, 2008)
- 2000: The Weather of Words: Poetic Invention, Knopf
- 2000: With Eavan Boland, The Making of a Poem: A Norton Anthology of Poetic Forms, Norton (New York)

Traducciones poéticas
- 1971: 18 Poems from the Quechua, Halty Ferguson[4]
- 1973: The Owl's Insomnia, poemas por Rafael Alberti, Atheneum[4]
- 1976: Souvenir of the Ancient World, poemas por Carlos Drummond de Andrade, Antaeus Editions[5]
- 2002: Looking for Poetry: Poems by Carlos Drummond de Andrade and Rafael Alberti, with Songs from the Quechua[5]
- 1993: Contributor: "Canto IV", Dante's Inferno: Translations by Twenty Contemporary Poets editado por Daniel Halpern, Harper Perennial
- 1986, según una fuente, o 1987 según otra: Traveling in the Family, poemas de Carlos Drummond de Andrade, con Thomas Colchie; traductor con Elizabeth Bishop, Colchie y Gregory Rabassa) Random House

Editor
- 1968: The Contemporary American Poets, New American Library[4]
- 1970: New Poetry of Mexico, Dutton[4]
- 1976: Another Republic: Seventeen European and South American Writers, with Charles Simic, Ecco[4]
- 1991: The Best American Poetry 1991, Macmillan
- 1994: Golden Ecco Anthology, Ecco Press
- 1994: The Golden Ecco Anthology[4]
- 2005: 100 Great Poems of the Twentieth Century, W. W. Norton[4]